# 中島元
中島 元（なかじま げん、1925年9月11日 - ）は、日本の俳優、声優。東京都台東区出身。

## 略歴
所沢陸軍航空学校（現：所沢陸軍飛行学校）、舞台芸術学院演習科（第1期生）卒。劇団文化座、劇団泉座を経て、東京俳優生活協同組合に所属していた。
俳協の創立メンバーの一人である。

## 人物
声種はバリトン。
免許・資格は大型自動車二種。

## 出演

### 映画
- 潜水艦イ-57降伏せず（1959年） - 小林上曹[5]
- ハワイ・ミッドウェイ大海空戦 太平洋の嵐（1960年） - 間宮上飛曹[5]
- 独立愚連隊西へ（1960年）
- ゴジラ対メガロ（1973年） - ダンプカーの運転手[5][4]
- 人間の証明（1977年） - ハイヤーの運転手
- チョッちゃん（1987年）- 森田
- 金田一少年の事件簿 上海魚人伝説（1997年）
- インターネットしましょう ※教育映画

### テレビドラマ
- 夜の十時劇場 / 赤ひげ診療譚（1960年）
- ダイヤル110番
  - 第209話「張り込み」（1961年）
  - 第312話「分別ざかり」（1963年）
- 30分劇場 / 夏の日終る（1964年）
- 第7の男
  - 第9話「湖上にかける橋」（1964年）
  - 第13話「バラの柩に香水を」（1965年）
- ザ・ガードマン 第35話「姿なき眼」（1965年）
- 若者たち 第4話「熱い春」（1966年）
- ウルトラシリーズ
  - ウルトラマン
    - 第20話「恐怖のルート87」（1966年） - トラック運転手
    - 第28話「人間標本5・6」（1967年） - バスの運転手

  - ウルトラセブン 第47話「あなたはだぁれ?」（1968年） - タクシーの運転手[注釈 1]
  - ウルトラマンコスモス 第56話「かっぱの里」（2002年） - 取川村の村人[注釈 2]
- 快獣ブースカ（1967年）
  - 第15話「バラサで行こう!」 - トラック運転手
  - 第44話「チビッコ台風」 - 巡査
- アイウエオ（1968年）
- 大河ドラマ
  - 竜馬がゆく（1968年） - 京屋の番頭
  - 天と地と 第2話「天命の章 その二」（1969年） - 浅井藤資
  - 風と雲と虹と（1976年） - 民人、番頭
    - 第15話「伊予の海霧」
    - 第48話「坂東独立」

  - 草燃える（1979年） - 波多野義常
  - 獅子の時代（1980年） - 番頭
  - 峠の群像（1982年） - 目明かし
  - 徳川家康（1983年） - 小者
  - 春の波涛（1985年） - 座元
  - いのち（1986年） - 左兵衛、治助、兵助
  - 翔ぶが如く（第一部） 第4話「黒船来る」、第5話「江戸へ」（1990年） - 町奉行
  - 信長 KING OF ZIPANGU 第13話「首里城明け渡し」（1992年） - 旅人
  - 琉球の風 第7話「大漂流」（1993年） - 伊達家家臣
- ポーラテレビ小説 / 三人の母（1968年 - 1969年） - 金谷の伯父
- どじょっこさん（1968年 - 1969年）
- 忍者ハットリくん+忍者怪獣ジッポウ 第23話「それは、ジッポウ君卑怯でござる」(1968年） - 運転手
- 戦え! マイティジャック 第8話「地獄へ行って笑え!」（1968年） - 金塊ブローカー
- 怪奇大作戦 第8話「光る通り魔」（1968年） - クレーン操縦士[注釈 1]
- 東芝日曜劇場
  - 24才 その9 夏の日に（1969年）
  - ひとごろし（1970年）
  - 女と味噌汁
    - その19（1971年）
    - その36（1978年）

  - お母ちゃんごめんネ（1973年）
  - 愛のかたち（1974年）
  - おんなの家
    - その2（1974年）
    - その7（1977年）
    - その11（1981年）
    - その14（1985年）
    - その15（1988年）

  - 明日また（1975年）
  - 出会い（1975年）
  - 娘よ その4（1977年）
  - 松本清張おんなシリーズ・張込み（1978年）
  - かあさんの鈴（1979年）
  - ぼくの妹に 第6作（1979年）
  - 女たちの忠臣蔵（1979年）
  - 小ぬか雨（1980年）
  - 孤独のなかみ（1981年）
  - 続ちょっといい夫婦（1982年）
  - 三日間（1982年）
  - 母と恋人（1984年）
  - 東京23区 女たちの住宅事情（1988年）
  - 宝くじ（1990年）
  - 拝啓、男たちへ 第5作（1993年）
  - Dear ウーマン スペシャル（1997年）
  - サラリーマン金太郎 第2期 第2話「金太郎撃たれる!」（2000年）
- サインはV 第29話（1970年）
- 時間ですよ 第1シリーズ（1970年）
- 特別機動捜査隊
  - 第465話「ある団地夫人の場合」（1970年）
  - 第657話「華麗なる挑戦状」（1974年）
- 木下恵介アワー / たんとんとん（1971年）
- なんたって18歳! 第4話「ガンバラなくちゃ」（1971年）
- 荒野の素浪人シリーズ
  - 第1シリーズ 第17話「強奪 けもの谷の御用金」（1972年）
  - 第2シリーズ 第26話「隠し山地獄」（1974年）
- 長時間ドラマ / お蔦（1972年）
- 太陽にほえろ!
  - 第22話「刑事の娘」（1972年） - 提督建工工場長
  - 第54話「汚れなき刑事魂」（1973年） - 労務者
  - 第61話「別れは白いハンカチで」（1973年） - 麻薬取締官
  - 第133話「沈黙」（1975年） - 高田マンション管理人
  - 第193話「二人の刑事」（1976年） - タクシー運転手
  - 第264話「撃てなかった拳銃」（1977年） - 本庁刑事
  - 第270話「殿下とライオン」（1977年） - 岩沢建設作業員
  - 第287話「ある娘」（1978年）
  - 第350話「高校時代」（1979年） - 大賀運輸のトラック運転手
  - 第365話「その一瞬……!」（1979年）
  - 第373話「疑わしきは」（1979年） - 警察官
  - 第382話「甘ったれ」（1979年） - マンション管理人
  - 第392話「流れ者」（1980年） - 前島（故買屋）
  - 第423話「心優しき戦士たち」（1980年） - バス運転手
  - 第428話「ドック対ドッグ」（1980年） - 富士見荘大家
  - 第446話「光る紙幣」（1981年） - 戸畑喜蔵
  - 第462話「あなたにその声が聞こえるか」（1981年） - タクシー運転手
  - 第484話「青ひげ」（1981年） - 聞き込み相手[注釈 1]
  - 第487話「ケガの功名」（1981年） - マンション管理人
  - 第529話「山さんの危険な賭け」（1982年） - 東亜医科大学研究所守衛
  - 第546話「マミー刑事登場!」（1983年） - タクシー運転手[注釈 1]
  - 第582話「犯罪ツアー」（1983年） - 中島（観光バス運転手）
  - 第591話「ボギーの妹?」（1984年） - 野次馬
  - 第604話「戦場のブルース」（1984年） - バス運転手
  - 第614話「17才」（1984年） - タクシー運転手
  - 第627話「感謝状」（1984年） - 矢追第二小学校警備員
  - 第635話「いい加減な女」（1985年） - 「磯忠」主人[注釈 1]
  - 第644話「七曲署全員出動・狙われたコンピューター」（1985年） - マンション管理人
  - 第661話「マミーが怒った」（1985年）
  - 第682話「揺れる生命」（1986年） - 浮浪者
  - 第699話「優しさごっこ」（1986年） - マンション管理人
  - 第714話「赤ちゃん」（1986年）
  - 太陽にほえろ!PART2 第10話「DJ刑事・ステバチ作戦」（1987年） - バス運転手
- 仮面ライダー 第59話「底なし沼の怪人ミミズ男!」（1972年） - 釣り人
- 変身忍者 嵐 第10話「死をよぶ! 吸血ムカデ!!」（1972年） - 宿の主人
- 人造人間キカイダー 第17話「アカクマバチ 恐怖の人質計画」（1972年） - 遠藤サヨコの父親
- 怪談 第5話「怨霊まだら猫」（1972年、MBS）- 飛脚
- ジキルとハイド 第8話「ある目覚め」（1973年）
- 子連れ狼 第一部 第20話「八門遁甲の陣」（1973年）
- 荒野の用心棒 第13話「必殺の剣が地平線に甦って…」（1973年）
- ロボット刑事 第3話「時計発狂事件」（1973年） - 大浦
- イナズマン 第2話「危うし少年同盟! 呪いの水!!」（1973年） - バスの運転手
- 走れ!ケー100 第44話「機関車と不良少女 （長崎の巻）」（1974年）
- 幡随院長兵衛お待ちなせえ（1974年）
  - 第1話「長兵衛誕生」
  - 第3話「刀に賭けた男意気」
  - 第8話「帰って来た伊達男」
- テレビスター劇場 / 華麗なる一族（1974年 - 1975年）
- おんな浮世絵・紅之介参る!
  - 第3話「長屋に燃える人情」（1974年）
  - 第21話「さすらい屋母子」（1975年）
- 傷だらけの天使 第14話「母のない子に浜千鳥を」（1975年）
- 夜明けの刑事 第18話「ウェディングドレスの秘密」（1975年）
- 破れ傘刀舟悪人狩り 第26話「生きていた女」（1975年）
- 非情のライセンス
  - 第2シリーズ
    - 第27話「兇悪の炎」（1975年） - 小森吾郎
    - 第68話「兇悪の声」（1976年） - 客
    - 第79話「兇悪の道しるべ」（1976年） - 津久見

  - 第3シリーズ 第24話「兇悪の涙・警視庁特捜部解散!?」（1980年）
- 野わけ（1975年）
- Gメン'75
  - 第31話「男と女のいる特急便」（1975年）
  - 第210話「出刃包丁を持った男」（1979年） - 警察病院医師
  - 第317話「女の裏窓24時間」、第318話「女の裏窓24時間 PART2」（1981年） - 幼稚園バス運転手
- 江戸の旋風シリーズ
  - 同心部屋御用帳 江戸の旋風 第34話「地獄の一丁目」（1975年）
  - 同心部屋御用帳 江戸の旋風III 第24話「呪いの藁人形」（1977年）
  - 同心部屋御用帳 江戸の旋風IV 第14話「男の涙」（1979年）
  - 同心部屋御用帳 新・江戸の旋風（1980年）
    - 第1話「誓いの八丈太鼓」
    - 第30話「瞼の父娘の子守唄」
- 電人ザボーガー 第43話「恐るべき恐竜軍団の野望」（1975年） - 岩田（ダンプカーの運転手）
- がんばれ!!ロボコン
  - 第36話「コマリショー旅ゆけばお金なくなり」（1975年） - ツトムの父
  - 第53話「ボロロンジャン! ロボカータクシー日本一」（1975年） - タクシー運転手
  - 第76話「ハラドキン!! 幼稚園バスがとまらない」（1976年） - 幼稚園バスの運転手
- 事件ファイル110 甘ったれるな 第11話「女子高生・幼児誘拐の恐怖」（1976年）
- 泣かせるあいつ（1976年）
- 逢えるかも知れない（1976年）
- あかんたれ（1976年）
- 大江戸捜査網
  - 第269話「涙の花嫁衣裳」（1976年）
  - 第346話「無差別殺人の陰謀」（1978年）
  - 第409話「さらば音次郎」（1979年）
  - 第460話「女忍者傷だらけの復讐」（1980年）
  - 第476話「運命に泣く 幸薄き女」（1981年）
  - 第485話「花嫁絶唱 お父っつあんの唄」（1981年）
  - 第491話「銃口に立ち向かう男」（1981年）
  - 第495話「闇を裂く十手」（1981年）
  - 第500話「涙で嫁ぐ盗賊の娘」（1981年） - 佐野屋
  - 第517話「白い肌に咲く牡丹の刺青」（1981年）
  - 第535話「おんな唐人拳 望郷の孤児」（1982年）
  - 第539話「女郎花流転 禁断の白い罠」（1982年）
  - 第573話「妖艶! 熱い肌は殺しの匂い」（1982年）
  - 第593話「女を狩る通り魔 陶酔の宴」（1983年）
  - 第602話「母を許して! 花街子連れ唄」（1983年）
  - 新 大江戸捜査網 第4話「密会は殺しの誘い」（1984年） - 治平
- 金曜劇場 / 前略おふくろ様 第2シリーズ 第1話（1976年） - 警官
- 超神ビビューン 第8話「花が血を吸う? 真赤なひまわり」（1976年） - 用務員
- 特捜最前線
  - 第6話「私の愛の墓標」（1977年）
  - 第37話「犯罪都市・25時の慕情」（1977年）
  - 第155話「完全犯罪・350ヤードの凶弾!」（1980年）
  - 第169話「地下鉄・連続殺人事件!」（1980年）
  - 第204話「19才の犯罪日記!」（1981年）
  - 第241話「歳末パトロールで逢った女!」（1981年）
  - 第257話「母……」（1982年）
  - 第270話「赤い髪の女!」（1982年）
  - 第276話「望郷II 帰らざるワイキキビーチ!」（1982年）
  - 第293話「木枯らしの街で!」（1982年）
  - 第296話「カーリーヘアの女!」（1983年）
  - 第311話「パパの名は吉野竜次!」（1983年）
  - 第325話「超能力の女!」（1983年）
  - 第340話「老刑事・96時間の追跡!」（1983年）
  - 第346話「新春II 窓際警視の大逆転!」（1984年）
  - 第379話「蛍の女・望郷のまつりうた!」（1984年）
  - 第403話「死体番号6001のミステリー!」（1985年）
  - 第415話「広域指定117号の女!」（1985年）
  - 第430話「昭和60年夏・老刑事船村一平退職!」（1985年）
  - 第436話「殺人警官・44000人の容疑者!」（1985年）
  - 第448話「黙秘・堕ちた名門夫人!」（1986年）
  - 第475話「単身赴任誘拐事件・窓際族の身代金!」（1986年）
  - 第498話「雪に消えた憎しみ」（1987年）
- 大都会 PARTII（1977年）
  - 第13話「俺の拳銃」
  - 第33話「刑事失格」 - パチンコ店主人
- 金曜ドラマ
  - あにき 第1話（1977年） - 矢沢
  - 沿線地図（1979年） - 田島屋専務
    - 第8話
    - 第10話

  - 大家族（1984年 - 1985年）
  - 高校教師 第7話「狂った果実」（1993年）
  - めぐり遭い（1998年）
- 赤い絆 第4話「あなたの愛をありがとう」、第5話「判決下る! 愛と憎しみの中で」（1977年）
- ロボット110番 第1話「太陽のガンちゃん」（1977年） - 作業員
- 5年3組魔法組（1977年）
  - 第23話「男と女が大ゲンカ!」
  - 第26話「ボク、ぼくは学校新聞の名編集長」 - 教頭
- 気まぐれ本格派（1978年）
  - 第13話「一寛の恋も一巻の終わり」
  - 第28話「居候、三杯目には?」
- 人間の証明（1978年）
- 達磨大助事件帳 第24話「愛憎の架け橋」（1978年）
- 浮浪雲（1978年）
- 七人の刑事 第3シリーズ 第9話「銃殺命令」（1978年）
- 新五捕物帳
  - 第28話「駒形あわれ流し笛」（1978年）
  - 第67話「悲恋おんな坂」（1979年）
  - 第123話「愛の如来さま」（1980年）
  - 第138話「ひとり泪の寒雀」（1981年）
  - 第149話「悲しき異母兄弟」（1981年）
  - 第170話「向島から来た女」（1982年）
- ゴールデンドラマシリーズ / 飢餓海峡（1978年）
- 透明ドリちゃん 第17話「金色に光る犬」（1978年） - トラックの運転手
- 死人狩り 最終話（1979年）
- 江戸を斬るIV 第13話「悲しみを越えて」（1979年）
- TBS特別企画 / 熱い嵐（1979年）
- 半七捕物帳（1979年）
  - 第13話「チャルゴロを聴く女」
  - 第22話「お照の父」
- 鉄道公安官（1979年 - 1980年）
- 江戸の激斗（1979年）
  - 第1話「壮絶! 遊撃隊」
  - 第2話「闇にひそむ牙」
  - 第4話「地獄の虫を叩き斬れ!」
  - 第7話「激流に消えた男」
- 少年ドラマシリーズ / 七瀬ふたたび（1979年）
- 大いなる朝（1979年）
- 江戸の牙
  - 第4話「逆転! 八万両の行方」（1979年）
  - 第13話「悲哀 北から来た男」（1979年）
  - 第25話「瓦版 醜聞を追え!」（1980年）
- 3年B組金八先生
  - 第1シリーズ（1979年）
    - 第4話「十五歳の母 その1」
    - 第6話「十五歳の母 その3」

  - 第2シリーズ第24話「卒業式前の暴力　その2」（1981年）
  - 第3シリーズ 第11話「進路決定・三者面談2」（1988年）
- ドラマ人間模様 / あ・うん（1980年）
- 噂の刑事トミーとマツ
  - 第1シリーズ 第27話「女は不良が好きなのよ?!」（1980年）
  - 第2シリーズ 第12話「トミーの月光仮面、恐怖の大爆走!」（1982年）
- 大捜査線→大捜査線シリーズ 追跡（1980年）
  - 第10話「誘拐」
  - 第23話「誤認逮捕」
  - 第37話「朝日のあたる家」
- 赤い魂 第24話「花開く素晴らしき人生」（1980年）
- 西部警察シリーズ
  - 西部警察 第48話「別離のブランデーグラス」（1980年） - 警察官
  - 西部警察 PART-III 第67話「真夜中のゲーム」（1984年） - アパート管理人
- ザ・ハングマンシリーズ
  - ザ・ハングマン  第1話「七つの黒バラ」（1980年） - 三浦運転手
  - ザ・ハングマン4 第20話「麻薬女優と大学教授の恋がハメられる!」（1985年） - マンション管理人
- 江戸の朝焼け 第15話「風流深川おんな狐」（1980年）
- 西遊記 パート2 第9話「地獄極楽宙ぶらりん」（1980年）
- 玉ねぎむいたら… 第7話「迷犬チンチンチン」（1981年） - お惣菜屋の主人
- 旅がらす事件帖 第20話「激突! 恐怖の阿修羅太鼓」（1981年）
- 走れ!熱血刑事 第25話「夢のアメリカ西海岸」（1981年） - 被害者の父
- 同心暁蘭之介 第19話「仇討浪人うらみ花」（1982年）
- 文吾捕物帳 第24話「いまわしい影」（1982年）
- 時代劇スペシャル
  - 新吾十番勝負 第2話（1982年）
  - ザ・ヤジキタ（1982年）
  - 燃えよ剣（1990年）
- 水曜時代劇
  - 立花登 青春手控え 第19話「哀しみの罠」（1982年）
  - 御宿かわせみ 第2シリーズ 第5話「秋色佃島」（1982年）
- 右門捕物帖
  - 第4話「母子草の唄」（1982年）
  - 第22話「偽りの盛装」（1983年）
- 大戦隊ゴーグルファイブ（1982年）
  - 第11話「恐怖のマグマ作戦」 - 村長
  - 第32話「ドキッ骨ぬき人間」 - 魚屋
- 土曜ワイド劇場
  - 東京湾殺人めぐり（1983年）
  - 密会の宿 第7作「女たちの殺人慰安旅行 忘れられた結婚指輪の秘密」（1992年）
  - 旅役者葵長五郎（1995年）
  - 事件 第8作（2000年） - 村中
- 連続テレビ小説
  - おしん（1983年） - 留吉
  - はね駒（1986年）
  - 君の名は（1991年）
  - 春よ、来い 第一部（1994年）
- 火曜サスペンス劇場
  - 木に登る犬（1983年）
  - 妹の愛した男（1988年）
  - 松本清張スペシャル・危険な斜面（1990年）
  - 盲人探偵・松永礼太郎 第8作「洗脳」（1997年）
- 花王 愛の劇場
  - 妻の旅立ち（1984年）
  - 天までとどけ - 元さん
    - 第1作（1991年）
    - 第2作（1992年）
    - 第3作（1994年）
- ザ・サスペンス / 啜り泣く石（1984年）
- 私鉄沿線97分署
  - 第5話「御近所だからデスマッチ」（1984年）
  - 第24話「オレの出番だ! ロマンスだ!!」（1985年）
  - 第75話「ノゾキ魔より愛をこめて!?」（1986年） - ビル管理人
- 木曜ゴールデンドラマ
  - 愛を売る娘たち（1984年）
  - 夫婦関係（1986年）
  - ここの岸より（1987年）
- メタルヒーローシリーズ
  - 宇宙刑事シャイダー 第19話「アニー危機一髪」（1984年） - バスの運転手（ひばり幼稚園）
  - 特警ウインスペクター 第34話「逆転ばあちゃん」（1990年） - 老人ホームの老人
  - ブルースワット 第21話「突撃爺ちゃん魂」（1994年） - 老人
- そして戦争が終った（1985年） - 運転手
- 水曜ドラマスペシャル / 二十歳の祭り（1986年）
- 銭形平次（1987年）
  - SP1「初姿・投げ銭一番手柄」
  - SP2「十手への道」
  - 第25話「見知らぬ亭主」
  - SP3「殺意への遺産」
- パパはニュースキャスター 第6話「涙の義理チョコ」（1987年） - 運転手
- 元日ドラマスペシャル / 花の図鑑（1988年）
- 華の嵐（1988年） - 平沼
- 女はいつも涙する 代議士の妻たち（1988年）
- 教師びんびん物語 第8話「銀座はオレのステージだ!」（1988年）
- はぐれ刑事純情派
  - 第1シリーズ 第12話「噂におびえる女」（1988年）
  - 第7シリーズ 第17話「美人サギ師! 腐れ縁の女たち」（1994年）
- 銀河テレビ小説 / 素晴らしき帰郷（1988年）
- 月曜・女のサスペンス / 笛吹けば人が死ぬ（1989年）
- 花燃える日日－野望の国・第二部（1990年） - 支配人
- ドラマチック22（1990年）
  - 僕はムコ養子
  - 改札口
- 代表取締役刑事（1991年）
  - 第22話「大人は判ってくれない」
  - 第45話「さよならをもう一度」
- 刑事貴族2 第20話「悪い奴ら」（1991年）
- 世にも奇妙な物語（1991年）
  - 「石田部長代理の災難」
  - 「ボクの好きな先生」
- さすらい刑事旅情編
  - さすらい刑事旅情編IV 第10話「青函トンネル・殺意を運ぶ海峡4号」（1991年）
  - さすらい刑事旅情編V 第17話「疑惑! ストリッパーと密会した刑事」（1993年）
- ネオドラマ（1992年）
  - 気持ちいいネ!
  - ベンチシート
- 素顔のままで（1992年）
- 女の言い分（1994年）
- 西遊記 第13話「悟空vs．男をのろい殺す女妖怪!!」（1994年）
- 木曜ドラマ / 外科医柊又三郎 第1シリーズ 第1話「魅せられる男」、第2話「半分のマジック」（1995年）
- TOKYO23区の女 第14話「台東区の女」（1996年）
- 超光戦士シャンゼリオン 第14話「サヨナラ、朱美」（1996年） - 老人ホームの老人
- はみだし刑事情熱系 PART1 第12話「殺人犯を愛した女」（1997年）
- 土曜グランド劇場→土曜ドラマ
  - サイコメトラーEIJI 第1期 第9話「THE LAST SEVEN DAYS（前編）」（1997年）
  - ぼくらの勇気 未満都市 第10話「最後の勇気」（1997年）
  - ハルモニア この愛の涯て（1998年）
  - 新・俺たちの旅 Ver.1999（1999年）
- 新・半七捕物帳（1997年）
- おじいさんの台所（1997年）
- 天国に一番近い男 第2話「キスしないと死ぬ」（1999年）
- ドラマ愛の詩 / ズッコケ三人組 第11話「ズッコケ山賊修行中・前編・大誘拐」、第12話「ズッコケ山賊修行中・後編・大脱走」（1999年） - 長老
- 愛の流星（1999年）
- 水曜劇場 / TEAM（1999年）
- 燃えろ!!ロボコン 第51話（最終回）「オイラ街の人気者!」（2000年） - 団子町の人々
- 金田一少年の事件簿 魔術列車殺人事件（2001年）
- 虹色定期便 静岡県浜松市編（2002年 - 2003年） - じっちゃん
- 女と愛とミステリー / 松本清張没後10年特別企画・家紋（2002年） - 村人
- 幸せ咲いた〜結婚相談所物語〜（2003年）
- あしたへジャンプ
- 鬼平犯科帳 第2シリーズ
- 中学生日記
- 妻
- 病院
- 法医学教室の事件ファイル
- 破れ奉行

### Vシネマ
- 獣のように（1990年）

### テレビアニメ
- 宇宙パトロールホッパ（1965年、ホック長官[6]）

### 人形劇
- サンダーバード（X）